# Cornelis Andriessen (muziekleraar)
Cornelis Andriessen Nz (Hilversum, 23 december 1815 – aldaar, 3 mei 1893) was een Nederlands muziekonderwijzer.
Hij werd geboren als zoon in het gezin van een winkelier Nicolaas Andriessen (vandaar de toevoeging Nz) en werd in eerste instantie timmerman en winkelier. Op wat latere leeftijd (tussen 1848 en 1850) wendde hij zich tot de muziek. Hij kreeg daartoe lessen van Johannes van Bree.. Hij werd onder meer directeur van zangvereniging Crescendo. Voorts gaf hij muziekonderwijs.
Uit zijn huwelijk met Christina van Rooijen belandde een viertal kinderen in de muziekwereld, die op hun beurt ook weer muzikale kinderen voortbrachten:
- Nicolaas Hendrik Andriessen, vader van Willem Andriessen en Hendrik Andriessen
- Hendrik Franciscus Andriessen
- Marie Andriessen (Hilversum, 18 mei 1859 – 29 november 1926, tweelingzus van Anna) huwde kerkmuzikant Johan(n) Sylvester Ponten; zij waren de ouders van onder meer Cor Ponten, muzikant onder andere in Zwolle
- Cornelis Andriessen jr.